# Dieci (Arad)

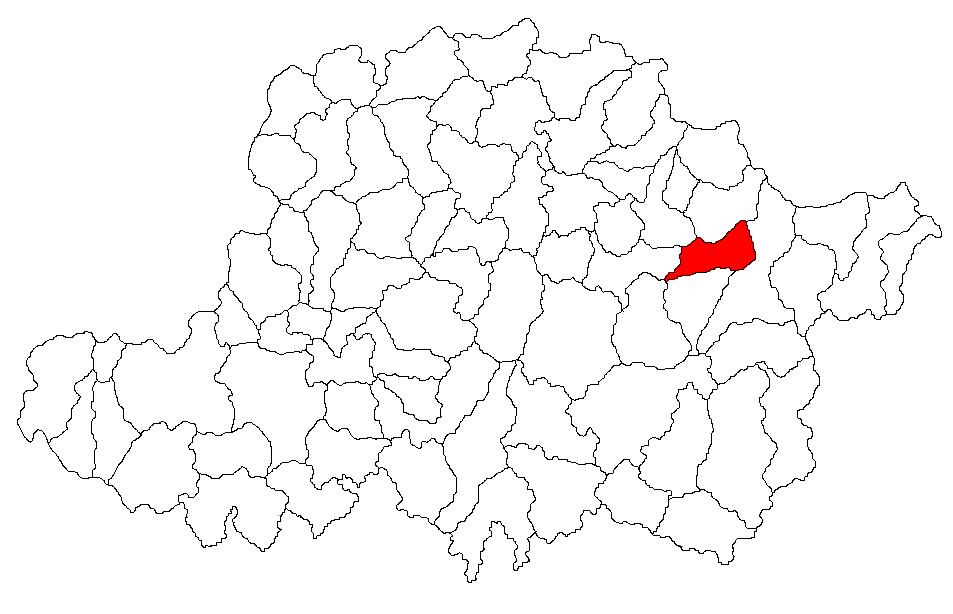
Lage der Gemeinde Dieci im Kreis Arad

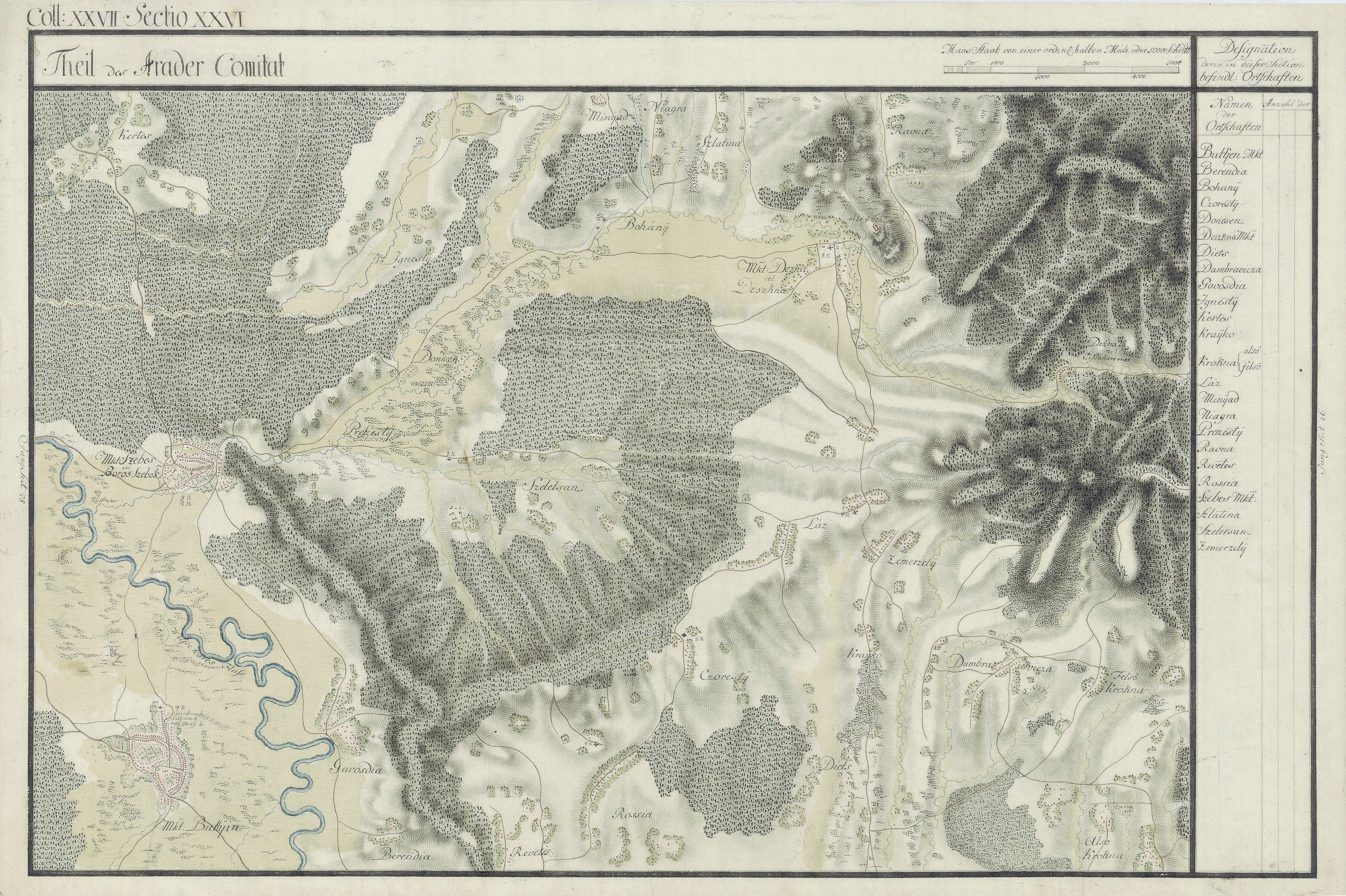
Dieci (Diets) auf der Josephinischen Landaufnahme von 1782–1785.

Dieci (ungarisch Décse, Diécs, Deákfalva) ist eine Gemeinde im Kreis Arad, im Kreischgebiet, im Westen Rumäniens. Zu der Gemeinde Dieci gehören auch die Dörfer Cociuba, Crocna, Revetiș und Roșia.

## Geografische Lage
Dieci liegt im Osten des Kreises Arad, am rechten Ufer der Weißen Kreisch, in der Gurahonț-Senke, in 100 km Entfernung von der Kreishauptstadt Arad und 22 km von Sebiș.

## Nachbarorte
| Roșia    | Laz                                         | Crocna     |
| Berindia | Kompassrose, die auf Nachbargemeinden zeigt | Valea Mare |
| Almaș    | Rădești                                     | Pescari    |

## Geschichte
Die erste urkundliche Erwähnung von Deakfalwa stammt aus dem Jahr 1561.
Im Laufe der Jahrhunderte traten verschiedene Schreibweisen des Ortsnamens in Erscheinung: 1561 Deakfalwa, 1613 Deákfalva, Diécs, 1619 Deakfalva, 1622 Diaczy, Deakfalwa, 1715 Diécs, 1808 Diécs, Deákfalva, Diákfalva, 1839 Décs, 1851 Décs, 1858 Diets, 1863, 1873 Diecs, 1877 Diecs, 1882 Diecs, Diécs, Diets, Dieci, 1893 Diécs, Diecs, 1900 Diécs, 1909 Dieci, Diécs, 1910 Décse, 1913 Décse, 1921 Dieci, Decse, 1932 Dieci, 1950 Dieci.
Nach dem Frieden von Karlowitz (1699) kam Arad und das Maroscher Land unter österreichische Herrschaft, während das Banat südlich der Marosch bis zum Frieden von Passarowitz (1718) unter Türkenherrschaft verblieb. Auf der Josephinischen Landaufnahme ist Diets eingetragen.
Infolge des Österreichisch-Ungarischen Ausgleichs (1867) wurde das Arader Land, wie das gesamte Banat und Siebenbürgen, dem Königreich Ungarn innerhalb der Doppelmonarchie Österreich-Ungarn angegliedert. Die amtliche Ortsbezeichnung war Diécs.
Der Vertrag von Trianon am 4. Juni 1920 hatte eine Grenzregulierung zur Folge, wodurch Dieci an das Königreich Rumänien fiel.
Seit 1955 gibt es hier ein Steinbruch, in dem vor allem Andesit gewonnen wird.

## Bevölkerungsentwicklung
| 1880 | 2856 | 2811 | 29 | 8 | 8             |
| 1910 | 3614 | 3530 | 73 | 2 | 9             |
| 1930 | 3554 | 3520 | 7  | 4 | 23            |
| 1977 | 2475 | 2444 | 2  | - | 29            |
| 1992 | 1883 | 1880 | 2  | - | 1             |
| 2002 | 1754 | 1730 | -  | - | 24            |
| 2021 | 1388 | 1253 | 2  | 4 | 129 (59 Roma) |